# 24 Cephei
Désignations
24 Cephei (en abrégé 24 Cep) est une étoile géante de la constellation boréale de Céphée. Elle est visible à l'œil nu avec une magnitude apparente de 4,79. L'étoile présente une parallaxe annuelle de 8,28 mas telle que mesurée par le satellite Gaia, ce qui permet d'en déduire qu'elle est distante d'environ 121 pc (∼395 al) de la Terre. Elle se rapproche du Système solaire à une vitesse radiale héliocentrique de −16,2 km/s.
Keenan & McNeil (1989) ont attribué à 24 Cephei un type spectral de G7 II-III, ce qui indique que son spectre montre à la fois des traits d'une étoile géante lumineuse et d'une étoile géante. Des sources plus anciennes donnent un type de G8 III, ce qui suggère qu'elle serait plutôt une géante ordinaire. L'étoile est âgée de 234 millions d'années et elle est 3,5 fois plus massive que le Soleil. Son rayon est 13 fois plus grand que le rayon solaire, elle est 209 fois plus lumineuse que le Soleil et sa température de surface est de 5 023 K. Des émissions de rayons X ont été détectées aux coordonnées de l'étoile.